# Iridomyrmex rufoniger
Iridomyrmex rufoniger es una especie de hormiga del género Iridomyrmex, subfamilia Dolichoderinae. Fue descrita científicamente por Lowne en 1865.
Se distribuye por los Estados Unidos, Indonesia, Australia, Nueva Caledonia, Nueva Zelanda e Islas Salomón. Se ha encontrado a elevaciones de hasta 1630 metros. Vive en microhábitats como forrajes y debajo de piedras.